# کارل والمولر
کارل والمولر (آلمانی: Karl Wahlmüller; ۲۲ اکتبر ۱۹۱۳ – ۱۶ فوریهٔ ۱۹۴۴) بازیکن فوتبال اهل اتریش بود.